# You for Me
You for Me is een Amerikaanse romantische komedie in zwart-wit uit 1952 onder regie van Don Weis.

## Verhaal
De miljonair Tony Brown gaat op jacht in de bossen en wordt per ongeluk geraakt door een schot. Met spoed wordt hij naar een ziekenhuis gebracht waaraan hij $100.000 per jaar doneert. Dokter Jeff Chadwick voert een kleine operatie op hem uit, met behulp van zuster Katie McDermad. Tony is niet onder de indruk van de behandeling; hij trekt zijn investering in en eist dat Katie wordt ontslagen. Jeff spoort haar aan om met Tony flirten om haar ontslag in te trekken. Wherry stemt toe om haar opnieuw aan te nemen, op voorwaarde dat ze hem overtuigt opnieuw te investeren in het ziekenhuis. Katie doet haar best, maar komt snel tot de ontdekking dat Tony al zijn geld schuldig is aan zijn ex-vrouw Lucille. Ondertussen ontstaat er een romance tussen Katie en dokter Jeff, ondanks dat ze een foto van een andere vrouw vindt tussen zijn spullen.

## Rolverdeling
| Acteur         | Personage         | Nota      |
| -------------- | ----------------- | --------- |
| Jane Greer     | Katie McDermad    |           |
| Peter Lawford  | Tony Brown        |           |
| Gig Young      | Dr. Jeff Chadwick |           |
| Rita Corday    | Lucille Brown     |           |
| Howard Wendell | Oliver Wherry     |           |
| Otto Hulett    | Hugo McDermad     |           |
| Barbara Brown  | Edna McDermad     |           |
| Barbara Ruick  | Mrs. Ann Elcott   |           |
| Kathryn Card   | Zuster Vogel      |           |
| Tommy Farrell  | Dr. Rollie Cobb   |           |
| Elaine Stewart | Meisje in auto    |           |
| Perry Sheehan  | Zuster            |           |
| Paul Smith     | Frank Elcott      |           |
| Helen Winston  | Flora Adams       |           |
| Ned Glass      | Harlow Douglas    | ongenoemd |
| Hal Smith      | Malcolm           | ongenoemd |